# Parcul Olimpic din Barra

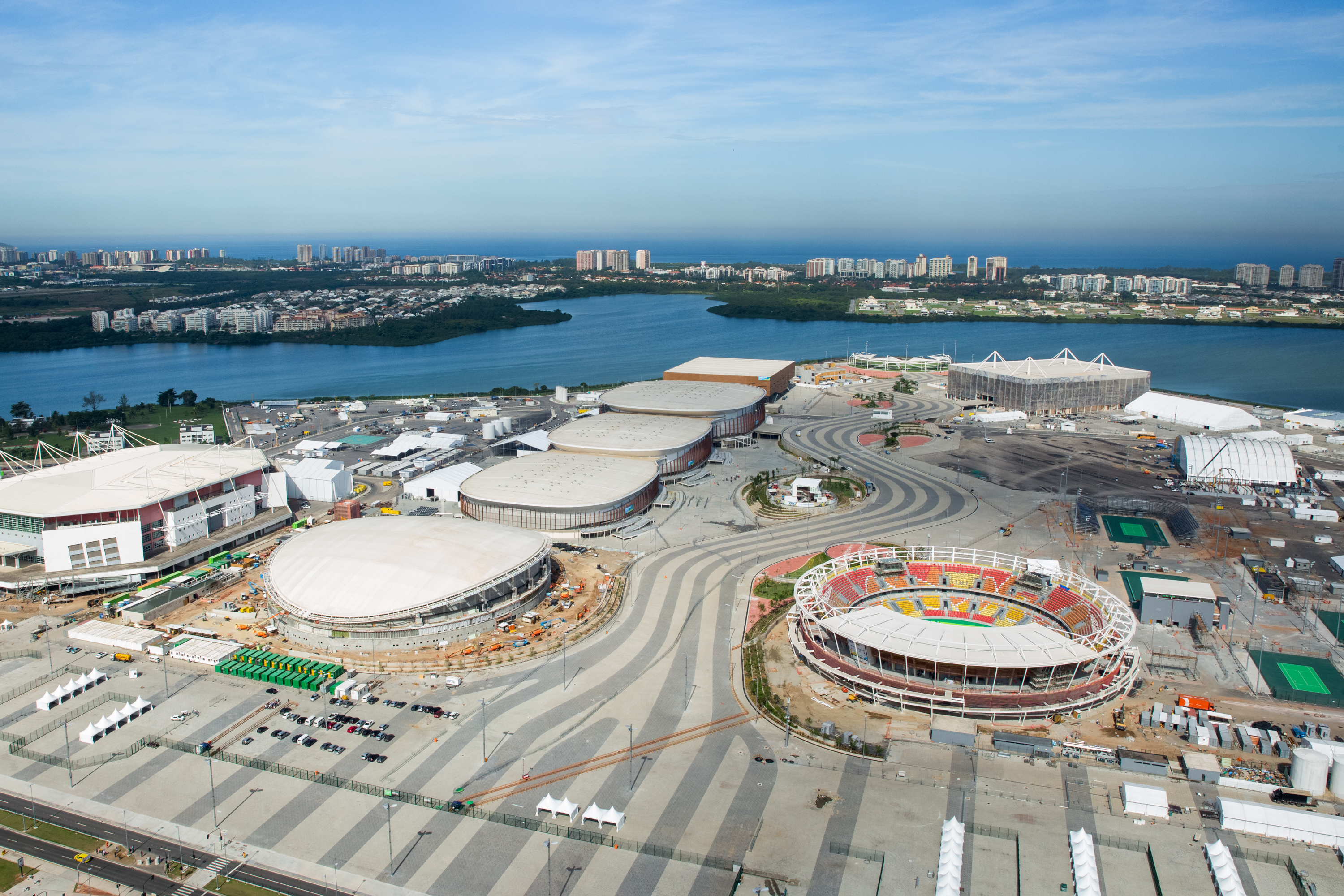
Parcul Olimpic din Barra

Parcul Olimpic din Barra este un campus sportiv din cartierul Barra da Tijuca, în Rio de Janeiro, Brazilia. Este situat pe bulevardul Embaixador Abelardo Bueno, pe malurile Lacului Marapendi. Găzduiește cele mai multe locuri de desfășurare ale Jocurilor Olimpice de vară din 2016.
Înainte de Jocurile Olimpice din 2016, parcul includea Circuitul „Nelson Piquet” (și cunoscut ca Circuitul Jacarepaguá) și trei clădiri construite pentru Jocurile Panamericane din 2007: Arena Olimpică din Rio, Centrul Acvatic „Maria Lenk” și Velodromul Olimpic din Rio. Au fost construite pentru Jocurile Olimpice cele trei Arene „Carioca”, care voi deveni viitorul Centru de Antrenament Olimpic după Jocurile, precum și trei clădiri temporare: Arena Viitorului (Arena do Futuro), Centrul de Tenis Olimpic și Stadionul Acvatic Olimpic.
| Loc                          | Probe                                    |
| ---------------------------- | ---------------------------------------- |
| Arena 1                      | Baschet                                  |
| Arena 2                      | Lupte Judo                               |
| Arena 3                      | Scrimă Taekwondo                         |
| Arena Viitorului             | Handbal                                  |
| Centrul Acvatic „Maria Lenk” | Înot sincron Polo pe apă Sărituri în apă |
| Stadionul Acvatic Olimpic    | Natație Polo pe apă                      |
| Centrul de Tenis Olimpic     | Tenis de câmp                            |
| Arena Olimpică din Rio       | Gimnastică                               |
| Velodromul Olimpic din Rio   | Ciclism pe pistă                         |